# 경제재정부 (프랑스)
경제재정산업디지털주권부(프랑스어: Ministère de l'Économie, des Finances et de la Souveraineté industrielle et numérique)는 프랑스 정부의 부처이다. 비공식적으로 1980년에 옮긴 소재지명을 따라서 베르시(Bercy)로 줄여부르기도 한다.